# 鳳溪第一中學
鳳溪第一中學（英語：Fung Kai No.1 Secondary School）是香港新界北區一所政府津貼全日制男女校，採用中文為教學語言。校址位於上水馬會道17號。由鳳溪公立學校主辦，於1952年在上水馬會道創校，1996年擴建校舍。現任校長為曾美月校長女士。

## 校內設施
校內有射箭場、高爾夫球場、攀樹場、11人足球場、7人足球場、5個籃球場、荷花池以及室內游泳池、泰坦跑道。

## 著名校友
- 林大輝，SBS，BBS，JP：前第五屆香港立法會議員工業界（二）、全國政協委員及河南省政協常委，林大輝中學創辦人、校監兼校董會主席
- 周國良：前警務處副處長（管理）
- 狄志遠，SBS，BBS，JP：基督教香港信義會社會服務部總幹事、新思維主席、香港立法會議員（1991-1995、2022-）、前民主黨副主席[註 1]
- 汪正平：香港中文大學工程學院院長
- 廖偉鴻：加拿大約克大學電機工程及電腦系教授。廖教授於1967年考進香港大學數學系，70年以一級榮譽畢。其後繼續在加拿大滑鐵盧大學深造，1972年獲取數學碩士，1976年獲得電腦科學哲學博士學位。[1] [2]
- 周錦紹：北區區議會副主席（2004-2007）、香港北區區議員（1994-2007）
- 周錦祥：屯門區議員、前屯門小學校長會主席、屯門撲滅罪行委員會主席
- 鄭文雅：1979年香港小姐冠軍
- 蒙嘉慧：香港著名演員
- 鍾祖康：書籍《來生不做中國人》作者
- 簡慕華：香港女演員
- 蘇進康：香港田徑運動員
- 彭家麗：前香港女歌手、演員
- 彭比得：香港男演員
- 廖駿雄：前香港男演員
- 阮邦武: 養和醫院微創婦科主任、婦產科名譽顧問醫生、香港大學名譽臨床副教授、香港中文大學婦產科學系名譽臨床副教授。[3]
- 簡炳墀：已故香港賽馬會著名華人練馬師（初中）[4]
- 周錫輝：已故前新界喇沙中學校長
- 鄧以海：前香港海關關長[5]
- 林穎嫻：1987年香港小姐季軍/前香港女演員
- 潘健侶：香港傷殘田徑教練

## 交通
- 九龍巴士73K線：上水 ↔ 鳳溪第一中學（上課日特別班次）

## 取景
- 1989年無綫電視劇《淘氣雙子星》
- 2024年7月香港電台電視部32「凝聚香港」到校拍攝有關體育科加入升中呈分試的訪問 [6]

## 外部連結
- （页面存档备份，存于）